# Molla Wague
Molla Wague (Vernon, 21 febbraio 1991) è un calciatore francese naturalizzato maliano, difensore dell'Isola Capo Rizzuto.

## Carriera

### Club

#### Gli inizi
Nella stagione 2011-2012 ha giocato 5 partite in Ligue 1 con il Caen, segnando anche 1 gol. In totale con Caen 2 e Caen ha segnato 7 reti in 98 presenze, fino al 2014.

#### Udinese e prestiti vari
Il 10 luglio 2014 l'Udinese comunica di aver acquistato le prestazioni del giocatore dal Granada a titolo temporaneo fino al 30 giugno 2015. L'8 marzo con un colpo di testa realizza il primo gol in Serie A contro il Torino (3-2 per i friulani).
Il 31 gennaio 2017 viene ufficializzato l'acquisto in prestito del giocatore da parte del Leicester City.
Inizia la stagione 2017-2018 nuovamente tra le file dell'Udinese, salvo poi trasferirsi nella sessione di mercato invernale ancora in Premier League, stavolta al Watford. Terminata la stagione, fa ritorno a Udine per la preparazione della stagione 2018-2019 agli ordini dell'allenatore Julio Velázquez. Il 31 gennaio 2019, dopo tre presenze tra campionato a Coppa Italia, passa in prestito al Nottingham Forest.

#### Nantes e prestito all'Amiens
A fine stagione torna all'Udinese che il 17 luglio 2019 lo cede a titolo definitivo al Nantes.
Il 10 settembre 2020 viene acquistato dal retrocesso Amiens. A fine prestito fa ritorno al Nantes, con cui non scende mai in campo, fino alla risoluzione del suo contratto.

#### Seraing
Il 12 gennaio 2022 firma un contratto con i belgi del Seraing, salvo risolvere il contratto il 7 febbraio successivo, a meno di un mese dal suo arrivo, dopo appena 4 partite con il club rossonero.

### Nazionale
Ha giocato con la nazionale francese Under-19 (con 1 presenza), fino al 2013 quando ha scelto di giocare per la nazionale maliana dove ha collezionato 6 presenze vincendo la finale per il terzo posto nella Coppa d'Africa 2013 svoltasi in Sudafrica.

## Statistiche

### Presenze e reti nei club
Statistiche aggiornate al 22 agosto 2018.
| Stagione        | Squadra           | Campionato      | Campionato | Campionato | Coppe nazionali | Coppe nazionali | Coppe nazionali | Coppe continentali | Coppe continentali | Coppe continentali | Altre coppe | Altre coppe | Altre coppe | Totale | Totale |
| Stagione        | Squadra           | Comp            | Pres       | Reti       | Comp            | Pres            | Reti            | Comp               | Pres               | Reti               | Comp        | Pres        | Reti        | Pres   | Reti   |
| --------------- | ----------------- | --------------- | ---------- | ---------- | --------------- | --------------- | --------------- | ------------------ | ------------------ | ------------------ | ----------- | ----------- | ----------- | ------ | ------ |
| 2011-2012       | Caen              | L1              | 5          | 1          | CF+CdL          | 2+1             | 0               | -                  | -                  | -                  | -           | -           | -           | 8      | 1      |
| 2012-2013       | Caen              | L2              | 20         | 2          | CF+CdL          | 0+3             | 0+1             | -                  | -                  | -                  | -           | -           | -           | 23     | 3      |
| 2013-2014       | Caen              | L2              | 24         | 1          | CF+CdL          | 0+1             | 0               | -                  | -                  | -                  | -           | -           | -           | 25     | 1      |
| Totale Caen     | Totale Caen       | Totale Caen     | 49         | 4          |                 | 7               | 1               |                    | -                  | -                  |             | -           | -           | 56     | 5      |
| 2014-2015       | Udinese           | A               | 10         | 2          | CI              | 0               | 0               | -                  | -                  | -                  | -           | -           | -           | 10     | 2      |
| 2015-2016       | Udinese           | A               | 21         | 0          | CI              | 0               | 0               | -                  | -                  | -                  | -           | -           | -           | 21     | 0      |
| 2016-gen. 2017  | Udinese           | A               | 6          | 0          | CI              | 0               | 0               | -                  | -                  | -                  | -           | -           | -           | 6      | 0      |
| gen.-giu. 2017  | Leicester         | PL              | 0          | 0          | FACup+CdL       | 1+0             | 0               | -                  | -                  | -                  | -           | -           | -           | 1      | 0      |
| ago. 2017       | Udinese           | A               | 1          | 0          | CI              | 1               | 0               | -                  | -                  | -                  | -           | -           | -           | 2      | 0      |
| ago. 2017-2018  | Watford           | PL              | 6          | 1          | FACup+CdL       | 1+0             | 0               | -                  | -                  | -                  | -           | -           | -           | 7      | 1      |
| 2018-gen. 2019  | Udinese           | A               | 2          | 0          | CI              | 1               | 0               | -                  | -                  | -                  | -           | -           | -           | 3      | 0      |
| Totale Udinese  | Totale Udinese    | Totale Udinese  | 40         | 2          |                 | 2               | 0               |                    | -                  | -                  |             | -           | -           | 42     | 2      |
| gen.-giu. 2019  | Nottingham Forest | FLC             | 11         | 3          | FACup+CdL       | 0               | 0               | -                  | -                  | -                  | -           | -           | -           | 11     | 3      |
| 2019-2020       | Nantes            | L1              | 9          | 0          | CF+CdL          | 1+1             | 0               | -                  | -                  | -                  | -           | -           | -           | 11     | 0      |
| 2020-2021       | Amiens            | L2              | 24         | 1          | CF              | 2               | 0               | -                  | -                  | -                  | -           | -           | -           | 26     | 1      |
| 2021-gen. 2022  | Nantes            | L1              | -          | -          | CF              | -               | -               | -                  | -                  | -                  | -           | -           | -           | 0      | 0      |
| Totale Nantes   | Totale Nantes     | Totale Nantes   | 9          | 0          |                 | 2               | 0               |                    | -                  | -                  |             | -           | -           | 11     | 0      |
| gen.-giu. 2022  | Seraing           | D1              | 4          | 0          | CB              | 0               | 0               | -                  | -                  | -                  | -           | -           | -           | 4      | 0      |
| Totale carriera | Totale carriera   | Totale carriera | 143        | 11         |                 | 15              | 1               |                    | -                  | -                  |             | -           | -           | 158    | 12     |

### Cronologia presenze e reti in nazionale
| Cronologia completa delle presenze e delle reti in nazionale ― Mali | Cronologia completa delle presenze e delle reti in nazionale ― Mali | Cronologia completa delle presenze e delle reti in nazionale ― Mali | Cronologia completa delle presenze e delle reti in nazionale ― Mali | Cronologia completa delle presenze e delle reti in nazionale ― Mali | Cronologia completa delle presenze e delle reti in nazionale ― Mali | Cronologia completa delle presenze e delle reti in nazionale ― Mali | Cronologia completa delle presenze e delle reti in nazionale ― Mali |
| Data                                                                | Città                                                               | In casa                                                             | Risultato                                                           | Ospiti                                                              | Competizione                                                        | Reti                                                                | Note                                                                |
| ------------------------------------------------------------------- | ------------------------------------------------------------------- | ------------------------------------------------------------------- | ------------------------------------------------------------------- | ------------------------------------------------------------------- | ------------------------------------------------------------------- | ------------------------------------------------------------------- | ------------------------------------------------------------------- |
| 20-1-2013                                                           | Port Elizabeth                                                      | Mali                                                                | 1 – 0                                                               | Niger                                                               | Coppa d'Africa 2013 - 1º turno                                      | -                                                                   |                                                                     |
| 28-1-2013                                                           | Durban                                                              | RD del Congo                                                        | 1 – 1                                                               | Mali                                                                | Coppa d'Africa 2013 - 1º turno                                      | -                                                                   |                                                                     |
| 2-2-2013                                                            | Durban                                                              | Sudafrica                                                           | 1 – 1 dts (1 - 3 dtr)                                               | Mali                                                                | Coppa d'Africa 2013 - Quarti di finale                              | -                                                                   |                                                                     |
| 6-2-2013                                                            | Durban                                                              | Mali                                                                | 1 – 4                                                               | Nigeria                                                             | Coppa d'Africa 2013 - Semifinale                                    | -                                                                   |                                                                     |
| 24-3-2013                                                           | Kigali                                                              | Ruanda                                                              | 1 – 2                                                               | Mali                                                                | Qual. Mondiali 2014                                                 | -                                                                   |                                                                     |
| 10-9-2013                                                           | Blida                                                               | Algeria                                                             | 1 – 0                                                               | Mali                                                                | Qual. Mondiali 2014                                                 | -                                                                   |                                                                     |
| 5-3-2014                                                            | Saint-Leu-la-Forêt                                                  | Senegal                                                             | 1 – 1                                                               | Mali                                                                | Amichevole                                                          | -                                                                   | 70’                                                                 |
| 14-1-2015                                                           | Libreville                                                          | Mali                                                                | 0 – 3                                                               | Sudafrica                                                           | Amichevole                                                          | -                                                                   |                                                                     |
| 20-1-2015                                                           | Malabo                                                              | Mali                                                                | 1 – 1                                                               | Camerun                                                             | Coppa d'Africa 2015 - 1º Turno                                      | -                                                                   |                                                                     |
| 24-1-2015                                                           | Malabo                                                              | Costa d'Avorio                                                      | 1 – 1                                                               | Mali                                                                | Coppa d'Africa 2015 - 1º Turno                                      | -                                                                   |                                                                     |
| 28-1-2015                                                           | Mongomo                                                             | Guinea                                                              | 1 – 1                                                               | Mali                                                                | Coppa d'Africa 2015 - 1º Turno                                      | -                                                                   |                                                                     |
| 25-3-2015                                                           | Beauvais                                                            | Gabon                                                               | 4 – 3                                                               | Mali                                                                | Amichevole                                                          | 2                                                                   |                                                                     |
| 31-3-2015                                                           | Beauvais                                                            | Ghana                                                               | 1 – 1                                                               | Mali                                                                | Amichevole                                                          | -                                                                   |                                                                     |
| 6-9-2015                                                            | Cotonou                                                             | Benin                                                               | 1 – 1                                                               | Mali                                                                | Qual. Coppa d'Africa 2017                                           | -                                                                   |                                                                     |
| 9-10-2015                                                           | Troyes                                                              | Burkina Faso                                                        | 1 – 4                                                               | Mali                                                                | Amichevole                                                          | 1                                                                   |                                                                     |
| 14-11-2015                                                          | Francistown                                                         | Botswana                                                            | 2 – 1                                                               | Mali                                                                | Qual. Mondiali 2018                                                 | -                                                                   |                                                                     |
| 17-11-2015                                                          | Bamako                                                              | Mali                                                                | 2 – 0                                                               | Botswana                                                            | Amichevole                                                          | -                                                                   |                                                                     |
| 25-3-2016                                                           | Bamako                                                              | Mali                                                                | 1 – 0                                                               | Guinea Equatoriale                                                  | Qual. Coppa d'Africa 2017                                           | 1                                                                   |                                                                     |
| 28-3-2016                                                           | Malabo                                                              | Guinea Equatoriale                                                  | 0 – 1                                                               | Mali                                                                | Qual. Coppa d'Africa 2017                                           | -                                                                   |                                                                     |
| 8-10-2016                                                           | Bouaké                                                              | Costa d'Avorio                                                      | 3 – 1                                                               | Mali                                                                | Qual. Mondiali 2018                                                 | -                                                                   |                                                                     |
| 12-11-2016                                                          | Bamako                                                              | Mali                                                                | 0 – 0                                                               | Gabon                                                               | Qual. Mondiali 2018                                                 | -                                                                   |                                                                     |
| 7-1-2017                                                            | Marrakech                                                           | Burkina Faso                                                        | 2 – 1                                                               | Mali                                                                | Amichevole                                                          | -                                                                   | 46’                                                                 |
| 17-1-2017                                                           | Port-Gentil                                                         | Mali                                                                | 0 – 0                                                               | Egitto                                                              | Coppa d'Africa 2017 - 1º turno                                      | -                                                                   |                                                                     |
| 21-1-2017                                                           | Port-Gentil                                                         | Ghana                                                               | 1 – 0                                                               | Mali                                                                | Coppa d'Africa 2017 - 1º turno                                      | -                                                                   |                                                                     |
| 25-1-2017                                                           | Oyem                                                                | Uganda                                                              | 1 – 1                                                               | Mali                                                                | Coppa d'Africa 2017 - 1º turno                                      | -                                                                   |                                                                     |
| 1-9-2017                                                            | Rabat                                                               | Marocco                                                             | 6 – 0                                                               | Mali                                                                | Qual. Mondiali 2018                                                 | -                                                                   |                                                                     |
| 5-9-2017                                                            | Bamako                                                              | Mali                                                                | 0 – 0                                                               | Marocco                                                             | Qual. Mondiali 2018                                                 | -                                                                   | 90+3’                                                               |
| 6-10-2017                                                           | Bouaké                                                              | Mali                                                                | 0 – 0                                                               | Costa d'Avorio                                                      | Qual. Mondiali 2018                                                 | -                                                                   |                                                                     |
| 11-11-2017                                                          | Franceville                                                         | Gabon                                                               | 0 – 0                                                               | Mali                                                                | Qual. Mondiali 2018                                                 | -                                                                   |                                                                     |
| 23-3-2018                                                           | Liegi                                                               | Giappone                                                            | 1 – 1                                                               | Mali                                                                | Amichevole                                                          | -                                                                   | 63’                                                                 |
| 14-6-2019                                                           | Al Wakrah                                                           | Camerun                                                             | 1 – 1                                                               | Mali                                                                | Amichevole                                                          | -                                                                   |                                                                     |
| 16-6-2019                                                           | Doha                                                                | Algeria                                                             | 3 – 2                                                               | Mali                                                                | Amichevole                                                          | -                                                                   |                                                                     |
| 24-6-2019                                                           | Suez                                                                | Mali                                                                | 4 – 1                                                               | Mauritania                                                          | Coppa d'Africa 2019 - 1º turno                                      | -                                                                   |                                                                     |
| 28-6-2019                                                           | Suez                                                                | Tunisia                                                             | 1 – 1                                                               | Mali                                                                | Coppa d'Africa 2019 - 1º turno                                      | -                                                                   |                                                                     |
| 2-7-2019                                                            | Ismailia                                                            | Angola                                                              | 0 – 1                                                               | Mali                                                                | Coppa d'Africa 2019 - 1º turno                                      | -                                                                   | cap.                                                                |
| 8-7-2019                                                            | Suez                                                                | Mali                                                                | 0 – 1                                                               | Costa d'Avorio                                                      | Coppa d'Africa 2019 - Ottavi di finale                              | -                                                                   |                                                                     |
| 5-9-2019                                                            | Dammam                                                              | Arabia Saudita                                                      | 1 – 1                                                               | Mali                                                                | Amichevole                                                          | -                                                                   | cap. 90+4’                                                          |
| 13-10-2019                                                          | Port Elizabeth                                                      | Sudafrica                                                           | 2 – 1                                                               | Mali                                                                | Amichevole                                                          | -                                                                   | cap.                                                                |
| 17-11-2019                                                          | N'Djamena                                                           | Ciad                                                                | 1 – 4                                                               | Mali                                                                | Qual. Coppa d'Africa 2021                                           | -                                                                   |                                                                     |
| Totale                                                              |                                                                     | Presenze                                                            | 39                                                                  |                                                                     | Reti                                                                | 4                                                                   |                                                                     |